# Gefecht bei Chevilly
Weißenburg – Spichern – Wörth – Colombey – Straßburg – Toul – Mars-la-Tour – Gravelotte – Metz – Beaumont – Noisseville – Sedan – Sceaux – Chevilly – Bellevue – Artenay – Châtillon – Châteaudun – Le Bourget – Coulmiers – Amiens – Beaune-la-Rolande – Villepion – Loigny und Poupry – Orléans – Villiers – Beaugency – Nuits – Hallue – Bapaume – Villersexel – Le Mans – Lisaine – Saint-Quentin – Buzenval – Paris – Belfort
Das Gefecht bei Chevilly war Teil des Deutsch-Französischen Krieges und fand am 30. September 1870 während der Belagerung von Paris statt. Ein starker Ausfallsversuch durch reguläre französische Linientruppen am südlichen Befestigungsabschnitt der Stadt wurde vom deutschen Belagerungsheer vollständig zurückgeschlagen.

## Gefecht vom 30. September 1870
Am 30. September 1870 machte das französische XIII. Korps unter General Vinoy von Paris einen großen Ausfall gegen die deutschen Besatzungstruppen, die vor wenigen Tagen die Belagerung von Paris begonnen hatten. Der Hauptangriff richtete sich gegen die schlesische 12. Division des VI. Korps von General von Tümpling. Gleichzeitig wurden die flankierenden Einheiten, das preußische V. Korps und eine Brigade vom XI. Korps, die westlich bzw. südwestlich standen, von kleineren Einheiten angegriffen. Das Kampfgebiet erstreckte sich über mehrere Kilometer von Chevilly-Larue bis nach Choisy-le-Roi.
Die Ablenkungsangriffe konnten ohne große Verluste abgewiesen wurden. Das VI. Korps konnte seine Stellungen halten, und die Franzosen mussten sich in die Stadt zurückziehen. Bei den Kämpfen wurde der Ort Chevilly großteils zerstört. Infolge dieser fehlgeschlagenen Angriffe wurden von Seiten der Pariser Truppen die Dörfer Vitry-Villejuif und Cachan stark verschanzt.

## Gefecht am 28. November 1870
In der Nacht vom 28. auf den 29. November 1870 begann die französische 2. Armee des Generals Ducrot als Ablenkung zum Ausfall bei Villiers-Champigny erneut einen Vorstoß auf Chevilly, bei dem es ihnen gelang, den Bahnhof von Choisy-le-Roi auf der Linie Paris – Orléans für einige Zeit zu besetzen. Bei diesem Kampf wurde der Ort erneut schwer beschädigt, und es waren viele Opfer unter der Zivilbevölkerung zu beklagen.